# 笠置ケーブルテレビ
笠置ケーブルテレビ（かさぎケーブルテレビ）は、京都府相楽郡笠置町が運営する公営ケーブル局である。

## 概要
アナログテレビ時代から運用されているケーブルテレビ局であるが、2009年11月～2010年3月にかけて、地上デジタル放送化と高速インターネットのインフラ工事を実施。2010年4月から、FTTH方式で運用を再開している。相前後して、隣接する南山城村が整備した高度情報ネットワークに笠置町のケーブルテレビ網を接続し、一部サービスを共同で利用している。
南山城村は2020年1月、同村の高度情報ネットワークの民間への移行に際し、移行先のKCN京都と協定を締結した。
一部サービスを共有する笠置町でも議会での承認を経て、南山城村の方針に同意。KCN京都へサービスが移行された2021年4月以降の笠置ケーブルテレビは、コミュニティチャンネルの自主放送制作に特化する。

## サービスエリア
- 笠置町全域

## 主な放送チャンネル（2021年時点）

### 地上波系列別再送信局
| NHK-G   | NHK-E   | NNN/NNS    | ANN            | JNN      | FNN/FNS    | JAITS   |
| ------- | ------- | ---------- | -------------- | -------- | ---------- | ------- |
| NHK京都 | NHK大阪 | 読売テレビ | 朝日放送テレビ | 毎日放送 | 関西テレビ | KBS京都 |

### テレビ局
| 番号（ID） | 放送局名               |
| ---------- | ---------------------- |
| 1          | NHK京都総合            |
| 2          | NHK大阪Eテレ           |
| 4          | 毎日放送               |
| 5          | KBS京都                |
| 6          | 朝日放送テレビ         |
| 8          | 関西テレビ             |
| 10         | 読売テレビ             |
| 11         | コミュニティチャンネル |